# MTV Unplugged: Korn
MTV Unplugged: Korn ist das zweite Livealbum der US-amerikanischen Nu-Metal-Band Korn und ein Teil der MTV-Konzert-Reihe MTV Unplugged. Es wurde am 5. März 2007 unter dem Label Virgin Records veröffentlicht. Das Album erreichte Platz neun in den Billboard 200 der USA.

## Hintergrund
Das Album wurde am 9. Dezember 2006 in den MTV-Studios in New York vor etwa 50 Personen aufgenommen. Der Auftritt konnte über einen Live-Stream auf der Webseite von MTV verfolgt werden.

## Titelliste
1. Blind – 3:29
2. Hollow Life – 3:24
3. Freak on a Leash (feat. Amy Lee) – 3:55
4. Falling Away from Me – 3:55
5. Creep – 3:51 (Originalinterpret: Radiohead)
6. Love Song – 3:50
7. Got the Life – 3:48
8. Twisted Transistor – 3:00
9. Coming Undone – 3:35
10. Make Me Bad/In Between Days (feat. The Cure)– 5:35
11. Throw Me Away – 6:20

## Kritik
„The sad fact is, Korn are really not a bad band at all, but this fiasco will rectify all the haters that say they can’t do anything but pummel a few notes on their six-string. Let’s hope heartily they don’t continue to slide down this path for their new album, due in July. There might be too many bands that have performed at MTV over the years to label this as ‘one of the most awful Unpluggeds ever’, but it’s certainly one of the most embarrassing.“

„Das Traurige ist, dass Korn eigentlich keine schlechte Band ist, aber dieses Fiasko wird all die Kritiker der Band bestärken, die der Meinung sind, dass Korn nicht mehr können als ein paar Noten auf ihrer Gitarre rauf und runter zu schrammeln. Wir sollten uns von Herzen wünschen, dass die Band diesen Weg nicht bei ihrem neuen Album, angekündigt für Juli, weitergehen wird. Es haben wahrscheinlich schon zu viele Bands bei MTV Unplugged gespielt, um zu sagen, dass dies das ‚schlechteste MTV Unplugged aller Zeiten‘ wäre, aber es ist definitiv eines der peinlichsten.“